# Estonia en los Juegos Olímpicos de Nagano 1998
Estonia estuvo representada en los Juegos Olímpicos de Nagano 1998 por un total de 20 deportistas que compitieron en 5 deportes.  
El portador de la bandera en la ceremonia de apertura fue el biatleta Kalju Ojaste. El equipo olímpico estonio no obtuvo ninguna medalla en estos Juegos.